# Claudio Correnti
Claudio Correnti (Orzinuovi, 12 marzo 1941) è un dirigente sportivo ed ex calciatore italiano, di ruolo centrocampista.

## Carriera
Ha giocato nel Crema, nel Mantova, nella Reggiana, nel Bari e a lungo nel Como, dove chiuse la carriera da capitano dei lariani nella stagione 1977-1978.

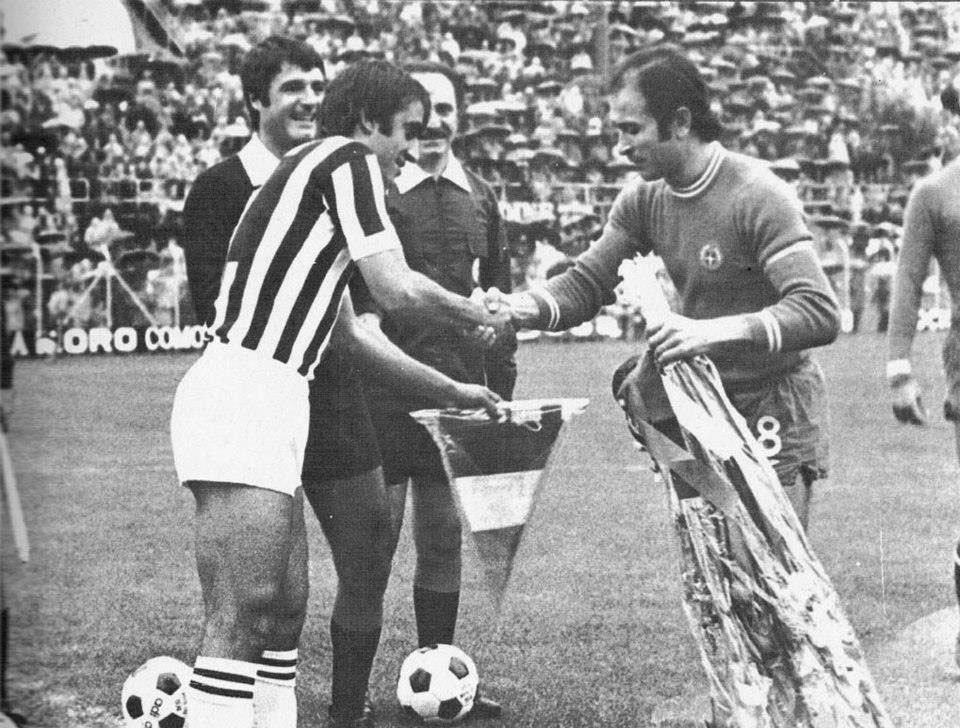
Correnti (a destra) capitano dei comaschi nel 1975, intento a salutare il suo omologo juventino, Anastasi.

A Como fu curioso protagonista di un episodio singolare. Il 12 ottobre 1975 alla seconda di andata, i lariani, neopromossi in Serie A e reduci da una sconfitta per 0-1 a Napoli all'esordio, stanno vincendo 2-1 al Sinigaglia contro la Juventus a un minuto dalla fine: sarebbe un risultato storico, se non che capitan Correnti, per incitare i suoi a tenere palla, bestemmia al limite dell'area comasca; l'arbitro Gianfranco Menegali punisce la "blasfemia" con un calcio di punizione per i bianconeri, che Franco Causio, con la "collaborazione" di Silvano Fontolan, trasforma nel definitivo 2-2.
In Serie A ha totalizzato, con le maglie di Mantova, Bari e Como, 46 presenze e 1 rete (nella sua ultima partita in massima serie, pareggio interno del Como contro la Lazio, ultima giornata del campionato 1975-1976). In Serie B ha totalizzato 370 presenze e 8 reti.

## Dopo il ritiro
Negli anni 1980 è stato presidente dell'Orceana, la squadra della sua città di origine.

## Palmarès

### Competizioni nazionali
- Campionato italiano Serie C: 2

Reggiana: 1963-1964 (girone A)
Bari: 1966-1967 (girone C)